# 里加鎮區 (北達科他州麥克亨利縣)
里加鎮區（英語：Riga Township）是位於美國北達科他州麥克亨利縣的一個鎮區。

## 地方資料
里加鎮區的面積為94.23平方千米，當中陸地面積為90.32平方千米，而水域面積為3.91平方千米。根據2020年美國人口普查的數據，當地共有人口86人，而人口密度為每平方千米0.91人。